# محمد نادر شاه
محمد نادر شاه یا محمد نادر خان (۲۱ حمل ۱۲۶۲ تا ۱۷ عقرب ۱۳۱۲خ) (۹ اپریل ۱۸۸۳ تا ۸ نوامبر ۱۹۳۳م) پادشاه افغانستان (۲۳ میزان ۱۳۰۸ تا ۱۷ عقرب ۱۳۱۲) (۱۵ اکتبر ۱۹۲۹ تا ۸ نوامبر ۱۹۳۳م) بود. او مدتی را به‌عنوان سردار/جنرال و فرمانده اردوی افغانستان، سفیر افغانستان در فرانسه فعالیت داشت. گفته شده او شخص مذهب ستیز بود و جلوی افراط گرایان مذهبی را می‌گرفت و آنها را اعدام میکرد. او و پسرش محمد ظاهر شاه که جانشین او شد، بخشی از مشاهبان هستند.

## به‌قدرت رسیدن
محمد نادرخان در زمرهٔ محافظان امیر حبیب‌الله خان خدمت می‌کرد، و دست آخر به فرماندهی کل ارتش وی منصوب گشت. بعد از آن‌که حبیب‌الله خان به قتل رسید، خیانتهای محمدنادرخان نیز برملا گشتند، پادشاه جوان افغان امان‌الله خان او را از فرماندهی کل قوا معزول نمود. نادرخان به بهانه‌ای علاج بیماری عازم اروپا گردید و در آنجا در تبانی با انگلیس دست به دسیسه چینی علیه دولت تازه بنیاد شاه امان‌الله زد، از جمله شاه را متهم به کفر نمود و عکسهای جعلی بی‌حجاب را از خانم شاه (ملکه ثریا) تهیه کرده در بین قبایل توزیع نمود همچنان عکس جعلی دیگری را تهیه کردند که گویا شاه در اروپا دست پاپ اعظم را بوسیده‌است، این همه دسایس محمد نادرخان و برادران باعث شدند تا روحانیون فرصت طلب که همواره از حکومت هند بریتانیا جیره می‌گرفتند علیه شاه مردم را تحریک نمودند. شاه بدون جنگ و خون‌ریزی تخت و تاج را رها کرد.

## زندگی‌نامه
نادرشاه (پدر ظاهر شاه آخرین شاه افغانستان)، پسر محمد یوسف‌خان برادر دوست‌محمدخان امیر پیشین افغانستان بود و پیش از رسیدن به سلطنت نادرخان نامیده می‌شد. در بیست و نه سالگی به خدمت قشون درآمد و در ۱۹۰۷م. به درجهٔ جنرالی رسید. در سومین جنگ انگلیس و افغان، به هند حمله کرد و تال را گرفت و به‌عنوان نجات‌بخش افغانستان شهرت یافت، و وقتی که صلح برقرار شد به وزارت جنگ رسید. در سال ۱۹۲۴ وزیر مختار افغانستان در پاریس گردید. در سال ۱۹۲۶ نادر خان شغل سیاسی خود را ترک گفت و مدتی در نیس گذراند، نادر کابل را تسخیر کرد و حکم اعدام حبیب‌الله و یارانش را صادر کرد که به تاریخ ۲۱ میزان (مهر) ۱۳۰۸ ه‍.ش (۱۳ اکتبر ۱۹۲۹) توسط قوای نادری تیر باران و پسان‌تر به دار آویخته شدند. البته حبیب‌الله کلکانی به حرمت قرآنی که محمدنادر امضا و مهر کرده بود و تعهد که او را نمی‌کشد و با ارسال این قرآن به کوهدامن، تن تسلیم شدن داد.
محمد نادر خان در ۲۳ میزان (مهر) ۱۳۰۸ خورشیدی در قصر سلام‌خانهٔ کابل در برابر اعیان و سران قبایل اعلام کرد که برای انتخاب پادشاه نو، باید لویه جرگه (شورای بزرگ) تشکیل شود؛ اما سران قبایل تشکیل لویه جرگه را لازم ندیدند و به پادشاهی او سر فرود آوردند. نادر خان رأی این مجمع را پذیرفته و در ۱۵ اکتبر ۱۹۲۹ م. به‌عنوان نادرشاه به تخت پادشاهی افغانستان نشست.
محمد نادرشاه چون قدرت را به دست گرفت، اصلاحات و نظامنامه‌های دورهٔ امان‌الله شاه را به کنار نهاد و محاکم را دوباره به عالمان دین سپرد؛ زنان را نیز به رعایت حجاب مکلف ساخت. در دورهٔ او ارتش منظمی بنیاد نهاده شد و با تأسیس دانشکدهٔ پزشکی هستهٔ اصلی نخستین دانشگاه کشور ایجاد گردید. در میزان (مهر) ۱۳۰۹ / سپتامبر ۱۹۳۰ لویه جرگه تشکیل شد که افزون‌بر تأیید پادشاهی محمد نادر خان ۱۵۰ تن از اعضای همان جرگه را به نام شورای ملی برای تصویب قانون اساسی جدید برگزید. قانون اساسی نو با استفاده از قوانین اساسی ایران و ترکیه و نظامنامهٔ پیشین تدوین شده بود، به ظاهر نظام پادشاهی مشروطه را در کشور به رسمیت می‌شناخت، اما در واقع قدرت را میان شاه و عالمان دین تقسیم می‌کرد. پس از آن مجلس اعیان مرکب از ۲۷ نمایندهٔ منتخب شاه تأسیس شد.
محمد نادرشاه برای مطبوعات ارزش خاصی قائل بود و هر آنچه در دورهٔ او به طبع رسیده‌است از نظر خودش یا گماشتگانش دیده و سانسور شده‌است. غبار در جلد دوم تاریخ خود می‌نویسد که نادر شخصاً روزنامهٔ اصلاح را پیش از چاپ می‌خواند و مطالب را سانسور می‌کرد. روزنامهٔ اصلاح را در ۱۳۰۸ ه‍.ش/۱۹۲۹م. پیش از رسیدن به کابل بنیاد نهاد و روزنامهٔ انیس را دولتی ساخت. انجمن ادبی کابل هم در همین دوره تأسیس شد که مجلهٔ ماهانهٔ کابل را نیز انتشار می‌داد. سالنامهٔ افغانستان هم از ۱۳۱۱ ه‍.ش به انتشار آغاز کرد. جاده‌های کهنه تعمیر و جاده‌های نو تأسیس گردید. نخستین بانک کشور در ۱۳۱۰ ه‍.ش/۱۹۳۱ م. تأسیس شد.
در اواخر عصر محمد نادرشاه به دلیل ضعف حکومت و ناتوانی محمد نادرشاه، مردم بسیار ناراضی بودند. در نقاط مختلف کشور قیام‌ها و شورش‌هایی رخ داد که همه سرکوب شدند؛ از جمله قیام کوهدامن را می‌توان نام برد که چون ارتش از سرکوب آن عاجز ماند، قبایل جنوبی به کابل آمده، آن شورش را خاموش ساختند. سرانجام محمد نادرشاه در ۱۷ عقرب (آبان) ۱۳۱۲ ه‍.ش/ ۸ نوامبر ۱۹۳۳ م. به ضرب گلولهٔ یک دانش‌آموز بنام عبدالخالق هزاره در مراسم توزیع گواهی‌نامه‌ها کشته شد.